# Xylovirgata
Xylovirgata là một chi thực vật có hoa trong họ Cúc (Asteraceae).

## Loài
Chi Xylovirgata gồm các loài: